# Marc Guggenheim
Marc Guggenheim (Long Island, 24 settembre 1970) è uno sceneggiatore e produttore televisivo statunitense.

## Biografia
Originario di Long Island, per cinque anni ha lavorato a Boston come avvocato e scrittore part-time prima di decidere di intraprendere seriamente la carriera come sceneggiatore.
All'inizio degli anni novanta ha lavorato come stagista presso la Marvel Comics, tra i suoi lavori nel campo dei fumetti figurano le storie per Aquaman per DC, The Punisher e Wolverine per la Marvel, e una quantità indeterminata di script per il videogioco Rare Perfect Dark Zero.
Dal 2000 in poi inizia a scrivere per la televisione, come autore di diversi episodi delle serie televisive The Practice - Professione avvocati, Law & Order - I due volti della giustizia e Jack & Bobby. Nel corso degli anni alterna lavori televisivi, CSI: Miami e Brothers & Sisters - Segreti di famiglia (di cui è anche produttore), e lavori nel campo dei fumetti, tra cui The Flash e Amazing Spider-Man.
Nel 2008, assieme a Greg Berlanti, è creatore e produttore della serie televisiva per la ABC Eli Stone, per la durata di due stagioni. Per la Marvel Comics ha creato il fumetto Young X-Men, mentre nel 2009 ha scritto la sceneggiatura per il videogioco X-Men le origini - Wolverine, sviluppato da Raven Software e basato sull'omonimo film.
Tra il 2009 e il 2010 figura tra i produttori della serie televisiva della ABC FlashForward. È stato sceneggiatore di tre episodi della serie televisiva No Ordinary Family. 
Assieme a Greg Berlanti, ha scritto la sceneggiatura dell'omonimo film dedicato all'eroe dei fumetti Lanterna Verde, diretto da Martin Campbell ed uscito nelle sale nel 2011.Con Greg Berlanti, Guggenheim è il co-creatore dello show della ABC Eli Stone. In seguito divenne produttore esecutivo di No Ordinary Family della ABC. Guggenheim. Insieme a Berlanti e Andrew Kreisberg, adattò i fumetti di Freccia Verde nella serie televisiva Arrow. I tre, insieme a Phil Klemmer, hanno continuato a sviluppare la serie spin-off Legends of Tomorrow. Guggenheim è stato co-showrunner di Arrow dalla prima alla sesta e anche per l’ottava stagione, e per Legends of Tomorrow per le stagioni 1-4. Dall'autunno del 2018, si è dimesso da showrunner e ha lavorato come consulente esecutivo per entrambi gli spettacoli.

## Filmografia

### Sceneggiatore

#### Cinema
- Lanterna Verde (Green Lantern), regia di Martin Campbell (2011)
- Percy Jackson e gli dei dell'Olimpo - Il mare dei mostri (Percy Jackson: Sea of Monsters), regia di Thor Freudenthal (2013)

#### Televisione
- The Practice - Professione avvocati (The Practice) – serie TV, 1 episodio (2001)
- Dragnet – serie TV, 1 episodio (2003)
- Law & Order – serie TV, 8 episodi (2001-2004)
- Jack & Bobby – serie TV, 4 episodi (2004-2005)
- CSI: Miami – serie TV, 3 episodi (2005)
- In Justice – serie TV, 1 episodio (2006)
- Brothers & Sisters - Segreti di famiglia (Brothers & Sisters) – serie TV, 2 episodi (2006-2007)
- Eli Stone – serie TV, 5 episodi (2008-2009) - anche co-ideatore
- FlashForward – serie TV, 4 episodi (2009-2010)
- No Ordinary Family – serie TV, 3 episodi (2010-2011)
- Arrow – serie TV, 28 episodi (2012-2020) - anche co-sviluppatore
- Vixen – serie TV, 1 episodio (2015-2016) - anche co-sviluppatore
- Legends of Tomorrow – serie TV (2016-2020)
- Trollhunters - I racconti di Arcadia (Trollhunters: Tales of Arcadia) – serie TV (2016-2018)
- 3 in mezzo a noi - I racconti di Arcadia (3Below: Tales of Arcadia) – serie TV, 2 episodi (2018-2019)
- Carnival Row – serie TV, episodi 1x04-2x01 (2019-2023) - anche produttore esecutivo
- Supergirl – serie TV (2019)
- I Maghi - I racconti di Arcadia (Wizards: Tales of Arcadia) – serie TV, 2 episodi (2020)